# Euryischia unmaculata
Euryischia unmaculata är en stekelart som beskrevs av Girault 1915. Euryischia unmaculata ingår i släktet Euryischia och familjen växtlussteklar. Inga underarter finns listade i Catalogue of Life.